# Општина Физешу Герлиј (Клуж)
Физешу Герлиј (рум. Fizeşu Gherlii) општина је у Румунији у округу Клуж.
Oпштина се налази на надморској висини од 505 m.